# Апрятин, Константин Викторович
Константин Викторович Апрятин (31 июля 1937, Ленинград —2002, Москва) — советский кинорежиссёр и кинооператор.

## Биография
Родился 31 июля 1937 года в Ленинграде. Семья часто переезжала из-за работы отца. Лето 1941 года встретили в Саратовской области.
В годы войны был в детском доме. После семья воссоединилась.
На 1951 год жил в Уфе. Окончил школу в 1955 году.
По окончании школы работал техником-испытателем на радиозаводе.
В 1958 году поступил учиться в Уральский политехнический институт. Отучился 3 курса.
В 1961 году работал старшим техником Проектно-технологического института.

В 1962 году поступил во Всероссийский государственный институт кинематографии.

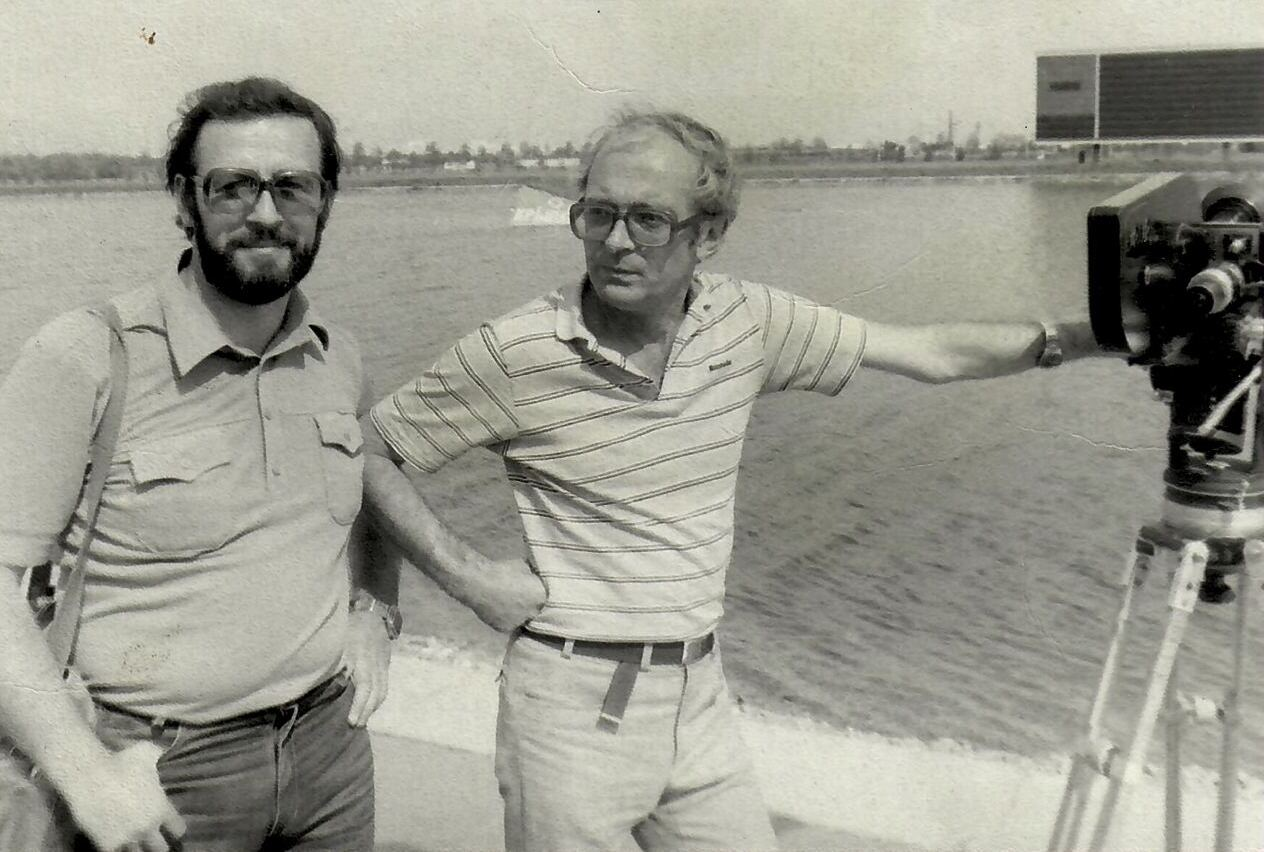
Художник-постановщик Владимир Лыков и кинооператор Константин Апрятин на съёмках «Приключения Электроника», 1978 год

В 1963 году был приглашён фотокорреспондентом в «Литературную газету».
В 1967 году окончил институт по профессии «кинооператор» и по распределению попал в Московский телевизионный центр на должность кинооператора.
В 1970 году занял должность кинооператора-постановщика творческого объединения «Экран».
Константин Апрятин был членом Союза кинематографистов СССР (Московское отделение, данные на 1 марта 1981 года согласно Справочнику Союза кинематографистов СССР 1981 года (сост. Г. Мирнова) // М., БПСК, Московская типография № 6).
Плодотворно сотрудничал с Константином Бромбергом, сняв три его фильма, в том числе «Приключения Электроника».
Похоронен на Троекуровском кладбище Москвы.

## Признание и награды

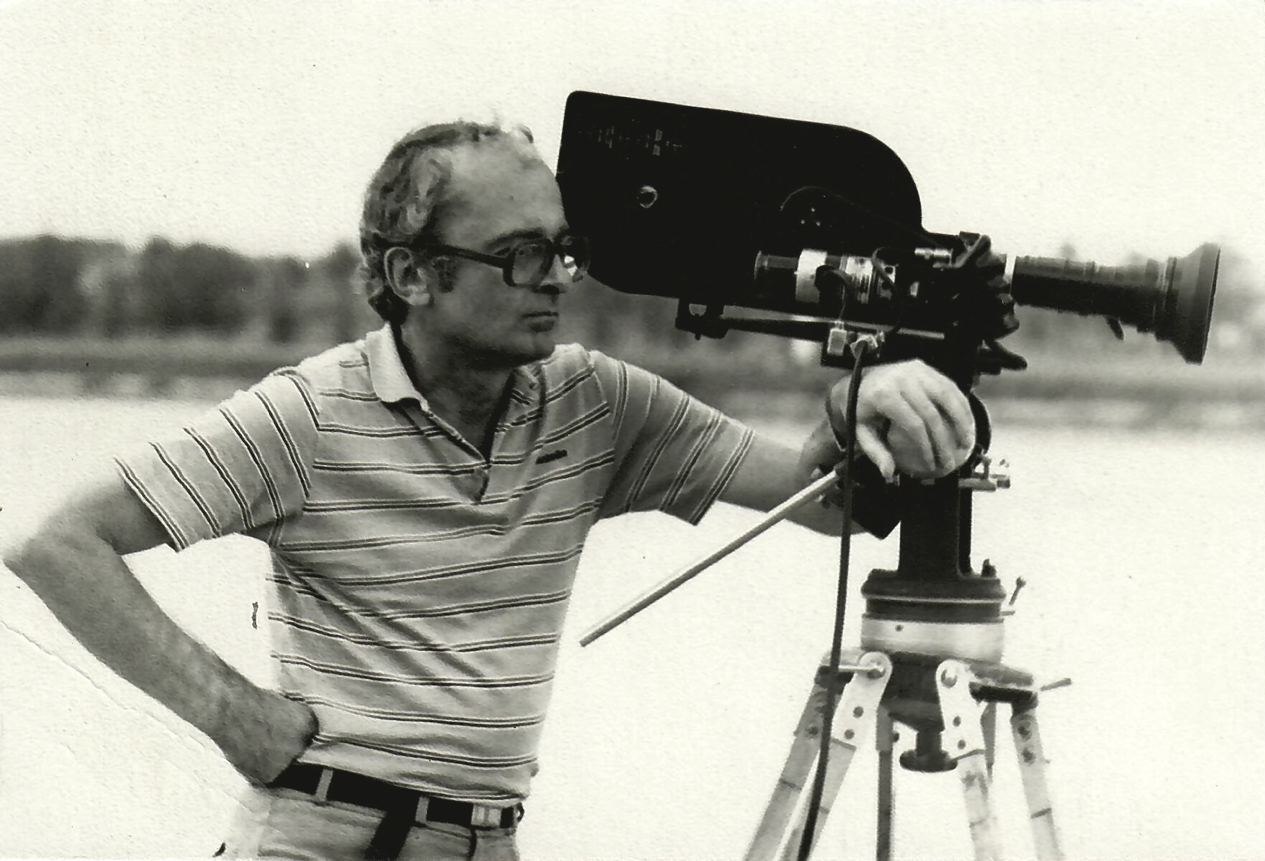
Константин Апрятин на съёмка «Приключения Электроника», 1978

Лауреат Государственной премии СССР (1982 — за операторскую работу в фильме «Приключения Электроника»).
Фильм «Пиросмани», оператором которого был Апрятин, собрал следующие награды:
1973: Сазерленд Трофи на церемонии вручения премии Британского института киноискусства.
1974: Международный кинофестиваль в Азоло — Приз за лучший биографический фильм.

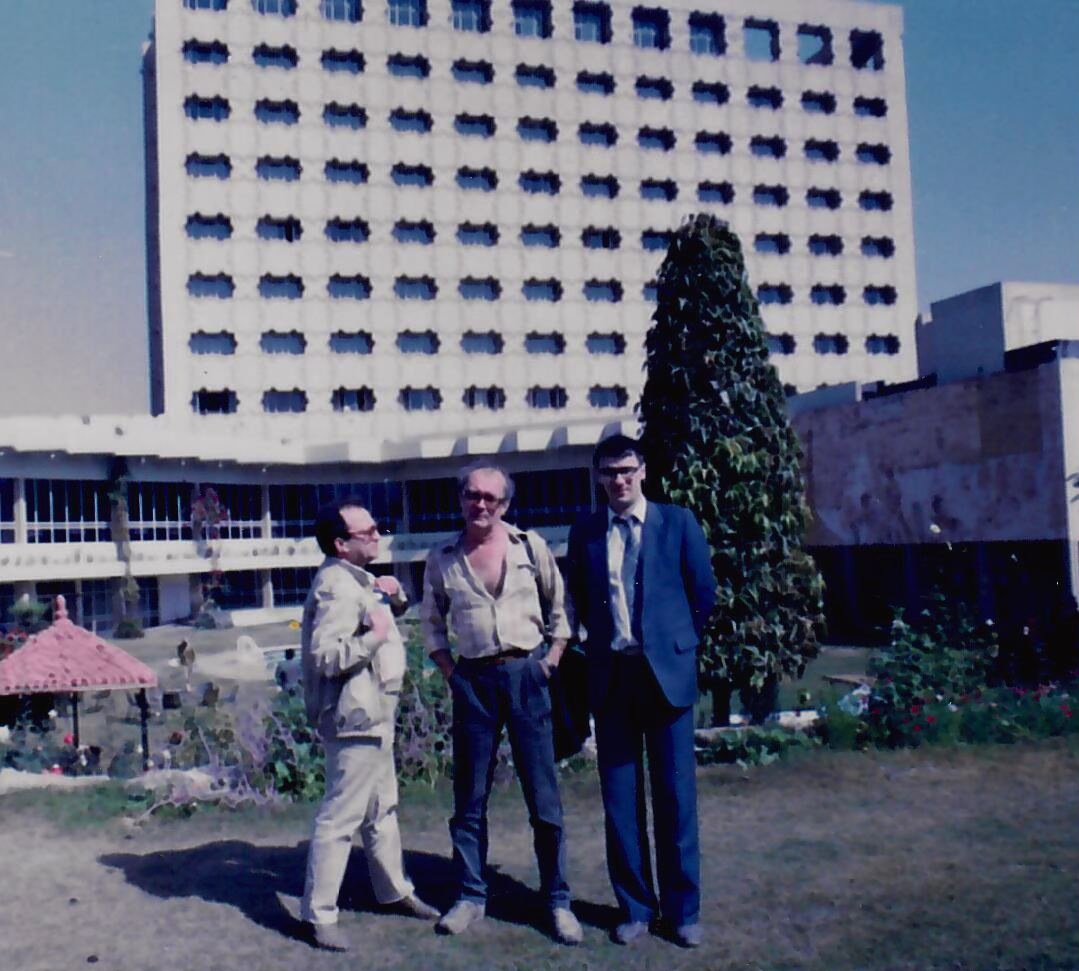
Апрятин (посередине), Бромберг (слева) на съёмка «Приключения Электроника», Одесса, 1978

1974: МКФ в Чикаго — Приз «Золотой Хьюго» (гран-при).

## Фильмография

### Оператор
- 1969 — Пиросмани (режиссёр Георгий Шенгелая)[1]
- 1971 — Мария Пахоменко «Чудо-кони» (режиссёр Константин Бромберг)

- 1971 — Поёт Мария Пахоменко (режиссёр Константин Бромберг)

- 1971 — Мария Пахоменко «Когда смеялись львы» (режиссёр Константин Бромберг)

- 1971 — Нет меня счастливее. Татьяна Шмыга (режиссёр Феликс Глямшин)
- 1973 — Был настоящим трубачом (режиссёр Константин Бромберг)[1]
- 1974 — День артиста (режиссёр Борис Ниренбург)
- 1974 — Борис Бабочкин читает отрывки из произведений А. С. Пушкина (режиссёр Борис Конухов)
- 1975 — Жизель. Giselle. Natalia Bessmertova and Mikhail Lavrovsky (режиссёр Владимир Граве)
- 1976 — Угощаю рябиной. Литературная композиция по произведениям Александра Яшина (режиссёр Павел Резников)[1]
- 1976 — Елена Образцова (режиссёр Юрий Сааков)
- 1976 — Товстоногов и театр (режиссёр Лев Елагин)
- 1977 — Шопениана. Постановка Большого театра СССР (режиссёр Владимир Граве)
- 1979 — Бабушки надвое сказали… (режиссёр Валерий Харченко)[1]
- 1979 — Приключения Электроника (режиссёр Константин Бромберг)[1]
- 1980 — Композитор Валерий Гаврилин (режиссёр Леонид Пчёлкин)
- 1980 — Песни Матвея Блантера на стихи Михаила Исаковского (режиссёр Леонид Пчёлкин)
- 1981 — Обыкновенные чудеса. Иллюзионист Арутюн Акопян (режиссёр Николай Субботин)
- 1981 — Твой брат Валентин (Короткометражный)[1]
- 1981 — Последней весною… Пётр Ильич Чайковский (режиссёр Николай Субботин)
- 1981 — Песни Матвея Блантера на стихи Михаила Исаковского. Поет Бэла Руденко (режиссёр Леонид Пчёлкин)
- 1982 — Чародеи (режиссёр Константин Бромберг)[1]
- 1983 — Петух на коньках (режиссёр Константин Бромберг)
- 1984 — Мгновения спорта. Фильм о силе, ловкости и неограниченных возможностях человека (режиссёр Константин Бромберг)
- 1984 — Святослав Рихтер играет Концерт Йозефа Гайдна (режиссёр Святослав Чекин)
- 1984 — Декабрьские вечера — 83. Фильм 1 (режиссёр Святослав Чекин)
- 1985 — Декабрьские вечера. Фестиваль в музее (режиссёр Святослав Чекин)
- 1985 — Декабрьские вечера. В ансамбле с Рихтером. Фильм 2 (режиссёр Святослав Чекин)
- 1986 — Диалоги Игоря Бриля (режиссёр Святослав Чекин)
- 1990 — Голос памяти. Анатолий Папанов (режиссёр Леонид Пчёлкин)

### Режиссёр
- 1971 — П. И. Чайковский. Симфония № 6 (оператор и режиссёр, совместно с К. Бромбергом)

- 1977 — Праздник на Печоре (оператор Леонид Зотенко)

- 1982 — Суббота и воскресенье (короткометражный)[1]

## Семья

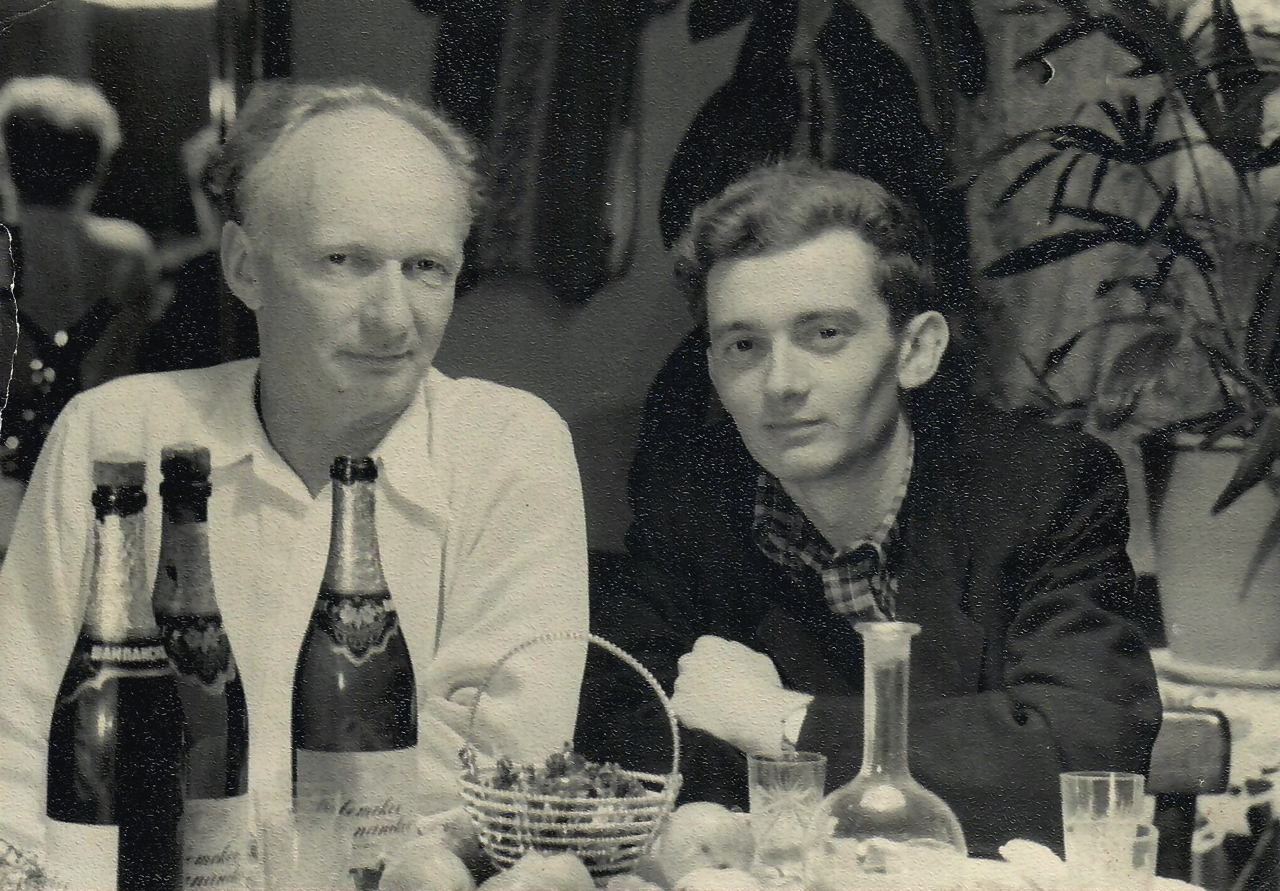
Константин Апрятин и его отец — Виктор Апрятин, 1956 год

Отец — Виктор Константинович Апрятин (9.09.1910, г. Баку — 28.12.1962, г. Уфа), инженер, работал в нефтегазовой сфере. Участвовал в строительстве Гурьевского нефтеперерабатывающего завода. Работал инженером на основных нефтепроводах страны, таких как: Саратов-Москва (награждён Орденом Трудового Красного Знамени), Дашава-Киев-Брянск-Москва, Бухара-Западная Сибирь-Центр, Дружба. В советские годы был лишён избирательных прав как несовершеннолетний сын, находившийся на иждивении отца-лишенца, расстрелянного за «контрреволюционную деятельность».
Мать — Валентина Семёновна Апрятина (дев. Панина; 20.01.1911, Волгоград — 24.08.1986, Москва), конструктор.
Дед по линии отца — Константин Михайлович Апрятин, участвовал в Первой мировой войне, в 1916 году награждён Орденом Святого Станислава III-й степени, в 1920-е годы был крупным торговцем. В 1928 году был арестован и 14 января 1929 года решением коллегии ОГПУ был приговорён к расстрелу за «контрреволюционную деятельность» (ст.58/12 УК РСФСР). Все члены его семьи были лишены избирательных прав.
Бабушка по линии отца — Ольга Васильевна Апрятина (дев. Покровская), была лишена избирательных прав в 1927 году.
Константин Апрятин является дальним родственником Семёна Семёновича Апряткина